# 桑頓 (密西西比州)
桑頓（英語：Thornton）是位於美國密西西比州霍爾姆斯縣的非建制地區。

## 歷史
桑頓的郵局自1883年營運至今。

## 地理
桑頓所處的海拔為高於海平面35米（即115英呎），而該地所採用的時區為UTC-6，即北美中部時區（CST）。同時該地設有夏令時間，為UTC-6調快一小時，即UTC-5（CDT）。